# Ngô Thanh Hải (kiểm sát viên)
Ngô Thanh Hải (4 tháng 6 năm 1963 – 24 tháng 5 năm 2018) là kiểm sát viên cao cấp người Việt Nam. Ông từng giữ chức vụ Viện trưởng Viện kiểm sát nhân dân tỉnh Thái Nguyên (2015–2018).

## Tiểu sử
Ngô Thanh Hải sinh ngày 4 tháng 6 năm 1963.
Ngô Thanh Hải là Đảng viên Đảng Cộng sản Việt Nam.
Năm 1990, Ngô Thanh Hải là kiểm sát viên sơ cấp, công tác tại Viện Kiểm sát nhân dân thành phố Thái Nguyên.
Tháng 4 năm 2012, Ngô Thanh Hải được bổ nhiệm giữ chức vụ Phó Viện trưởng Viện kiểm sát nhân dân tỉnh Thái Nguyên.
Ngày 6 tháng 1 năm 2015, Ngô Thanh Hải, Phó Viện trưởng Viện kiểm sát nhân dân tỉnh Thái Nguyên, được Phó Viện trưởng Viện kiểm sát nhân dân tối cao Việt Nam Nguyễn Hải Phong trao Quyết định số 18 ngày 29/12/2014 của Viện trưởng Viện kiểm sát nhân dân tối cao Việt Nam bổ nhiệm giữ chức vụ Viện trưởng Viện kiểm sát nhân dân tỉnh Thái Nguyên kể từ ngày 1 tháng 1 năm 2015.
Ngày 19 tháng 4 năm 2017, Ngô Thanh Hải được bổ nhiệm chức danh Kiểm sát viên cao cấp.
Ngô Thanh Hải qua đời vào lúc 18 giờ 15 phút ngày 24 tháng 5 năm 2018 (tức ngày 10 tháng 4 năm Mậu Tuất), hưởng dương 56 tuổi, do bệnh nặng. Lúc này, ông đang là Ủy viên Ban chấp hành Đảng bộ tỉnh Thái Nguyên, Bí thư Ban cán sự Đảng bộ Viện kiểm sát nhân dân tỉnh Thái Nguyên, Viện trưởng Viện kiểm sát nhân dân tỉnh Thái Nguyên.
Ông được an táng tại nghĩa trang Ngân Hà Viên, thành phố Thái Nguyên, tỉnh Thái Nguyên.